# GPUOpen
GPUOpen est une suite logicielle développée par AMD, publiée en 2016. Elle est constituée entièrement de logiciels libres et open-source. Ces logiciels sont principalement des outils de développement et des bibliothèques d'effets visuels.

## Composants

### Jeuxet images de synthèse

#### Effets visuels[1]
| Nom            | API                      | OS             | Type d'effets                          |
| -------------- | ------------------------ | -------------- | -------------------------------------- |
| DepthOfFieldFX | DX11                     | Windows 64-bit | Profondeur de champ                    |
| FidelityFX     | D3D 11, D3D 12 et Vulkan |                |                                        |
| GeometryFX     | DX11                     | Windows 64-bit |                                        |
| ShadowFX       | DX11 et DX12             | Windows 64-bit | Ombres                                 |
| TressFX        | DX11 et DX12             | Windows 64-bit | Rendu des cheveux, fourrures et herbes |

#### Outils[2]
| Nom    | API | OS                   | Utilisation |
| ------ | --- | -------------------- | ----------- |
| Tootle |     | GNU/Linux et Windows |             |

#### SDK
| Nom            | API    | OS                   | Utilisation                          |
| -------------- | ------ | -------------------- | ------------------------------------ |
| LiquidVR       | D3D 11 | Windows              | Réalité virtuelle.                   |
| RapidFire      |        | Windows              | "Cloud gaming" et virtualisation     |
| TrueAudio Next |        | Windows 7, 8.1 et 10 | Accéleration matérielle pour l'audio |